# Myv Pops
MYV☆POPS - album wydany przez Miyaviego 2 sierpnia 2006 roku.

## Lista utworów
1. "Are You Ready to Rock? -Rhythm Battle Mix-" – 3:55
2. "Kekkonshiki no Uta" – 4:52
(結婚式の唄)
3. "Senor Senora Senorita" – 4:23
(セニョール セニョーラ セニョリータ)
4. "Gigpig Boogie" – 3:45
(Gigpigブギ)
5. "Dear My Friend -Tegami wo Kaku Yo-" – 4:27
(Dear my friend -手紙を書くよ-)
6. "Itoshii Hito (Beta de Suman) -2006 Ver.-" – 5:23
(愛しい人（ベタですまん。）-2006 ver.-)
7. "Kimi ni Negai Wo" – 4:40
(君に願いを)
8. "We Love You ~Sekai wa Kimi wo Aishiteru~" – 4:38
(We love you ～世界は君を愛してる～)
9. "Peace Sign" – 4:14
(ピースサイン)
10. "Oretachi Dake no Fighting Song (Tsusho: Neba Giba)" – 3:35
(俺達だけのファイティングソング （通称：ネバギバ）)